# Janornis
Janornis (Yanornis syn. Archaeovolans) – wczesnokredowy ptak, blisko spokrewniony z przodkami dzisiejszych przedstawicieli tej gromady.
Nazwa rodzajowa tego dinozaura pochodzi od chińskiej dynastii Yan, której stolicą było Chaoyang i greckiego słowa ornis – ptak. Epitet gatunkowy martini honoruje Larry’ego D. Martina.
Od 2004 r. odkryto pięć jego okazów. Wszystkie one zostały odkryte w formacji Jiufotang przy Chaoyang w zachodniej części prowincji Liaoning w Chinach. Wiek tej formacji jest niepewny, ale wielu badaczy szacuje go na wczesny alb ok. 125–120 milionów lat. Był wielkości dużego gołębia i posiadał 10 zębów w szczęce górnej i 20 w dolnej (żuchwie). Potrafił dobrze latać, o czym świadczy kość życzeń (furcula) wygięta w kształcie litery „U”, oraz szybko biegać. Było to zwierzę rybożerne. Jego przystosowania do tej diety, upodabniające go do należącego do Enantiornithes longipteryksa wynikają z konwergencji. Natomiast jego zęby i kość życzeń przypominają te występujące u innego przedstawiciela tej grupy – rodzaju Aberratiodontus. Nieobecność kości przedczołowej i nie-diapsydowa czaszka świadczą o przynależności janornisa do Ornithurae – grupy, do której należy też między innymi przodek dzisiejszych ptaków. Jego łopatka i kość krucza nadają skrzydłom podstawowy kształt i budowę, spotykaną u współczesnych ptaków i umożliwiają mocne wymachy skrzydeł w górę i w dół. Janornis był jak świadczą te cechy dobrym lotnikiem, zbliżonym pod tym względem do przedstawicieli Enantiornithes, w odróżnieniu od prymitywniejszych ptaków jak Confuciusornis czy Archaeopteryx, które mogły wymachiwać skrzydłami w ograniczony sposób. Mostek janornisa jest dłuższy niż szerszy i za życia podtrzymywał potężne mięśnie skrzydeł.

## Taksonomia i systematyka
Górna część ciała „archeoraptora” – słynnego fałszerstwa paleontologicznego pochodziła od janornisa, tymczasem ogon od dromezaura mikroraptora, a stopy i kończyny tylne od nieznanego zwierzęcia. Wkrótce po wykazaniu, że „archeoraptor” jest fałszerstwem, na podstawie nowego okazu Zhang i Zhou opisali janornisa. Tymczasem Czerkas i Xu w 2002 wydali publikację Feathered Dinosaurs and the Origin of Flight, w której opisali górną część ciała „archeoraptora” jako Archaeovolans repatriatus. Ponieważ nazwa Yanornis jest starsza, ma priorytet, a archeowolansa uważa się obecnie za jej młodszy synonim.
Przeprowadzone w 2006 badania wykazały, że Yanornis, Yixianornis i Songlingornis  tworzą monofiletyczny klad. Został on opisany pod nazwą Songlingornithidae, gdyż pierwszym jego opisanym przedstawicielem był Songlingornis. Ową rodzinę zaliczano do rzędu Yanornithiformes, odrębnego od innych wczesnych ptaków jak Gansus. Jednak niektórzy uważają, że Yanornis i Songlingornis są synonimami, jednak nie jest to pogląd powszechnie akceptowany.